# Route nationale 53 (Madagascar)
Pour les articles homonymes, voir Route nationale 53.
La route nationale 53 (N 53) est une route nationale s'étendant de Antalaha jusqu'à l'aérodrome d'Antsirabato à Madagascar.

## Description
La route nationale 53 parcourt 15 kilomètres dans la région de Sava dans le Nord de Madagascar.
La N 53 part de la N 5a à Antalaha, puis elle se dirige en direction du sud le long de la côte, traverse Anjiamangotroka et se termine à l'aérodrome d'Antsirabato.
Elle est prolongée par la route provinciale en terre (RP 10) qui continue vers Ambohitralanana et Cap Est.

## Parcours
- Antalaha
- Mahezifody
- Ambodikakazo
- Ambohitralanana
- Andranomatana
- Aérodrome d'Antsirabato